# Trifolium repens
Trifolium repens L. é uma espécie de trevo com distribuição natural na Europa, Norte de África e oeste da Ásia. Foi introduzida na maior parte das regiões de clima temperado como planta produtora de forragem e como meio de melhorar pastagens naturais e semi-naturais sendo atualmente comum na maior parte da América do Norte e da Nova Zelândia.
Os seus nomes comuns são trevo-branco, trevo-coroa-de-rei, trevo-da-holanda, trevo-ladino ou trevo-rasteiro.

## Descrição e habitat
Planta herbácea estolonífera, com folha do tipo digitado-trifoliolada, muitas vezes com uma mancha branca nos folíolos. Inflorescências com mais de 20 flores, de corola branca a rósea. No Brasil, ocorre em gramados e campos antropizados como naturalizada, em especial nas regiões sul e sudeste.
Apesar do alto valor nutricional, a espécie é cianogênica. Plantas cianogênicas são aquelas que contêm como princípio ativo o ácido cianídrico (HCN). Este se encontra ligado a carboidratos denominados glicosídeos cianogênicos e é liberado após sua hidrólise. No trevo-branco, a produção de ácido cianídrico (HCN) é determinada por alelos de dois loci que segregam independentemente. Apenas plantas que possuem pelo menos um alelo dominante funcional dos dois genes liberam HCN quando danificadas.

## Usos
Os trevos são leguminosas de bom valor forrageiro e muito difundidas. O trevo-branco é uma forrageira muito usada no melhoramento e na formação de pastagens, bem como planta de cobertura.

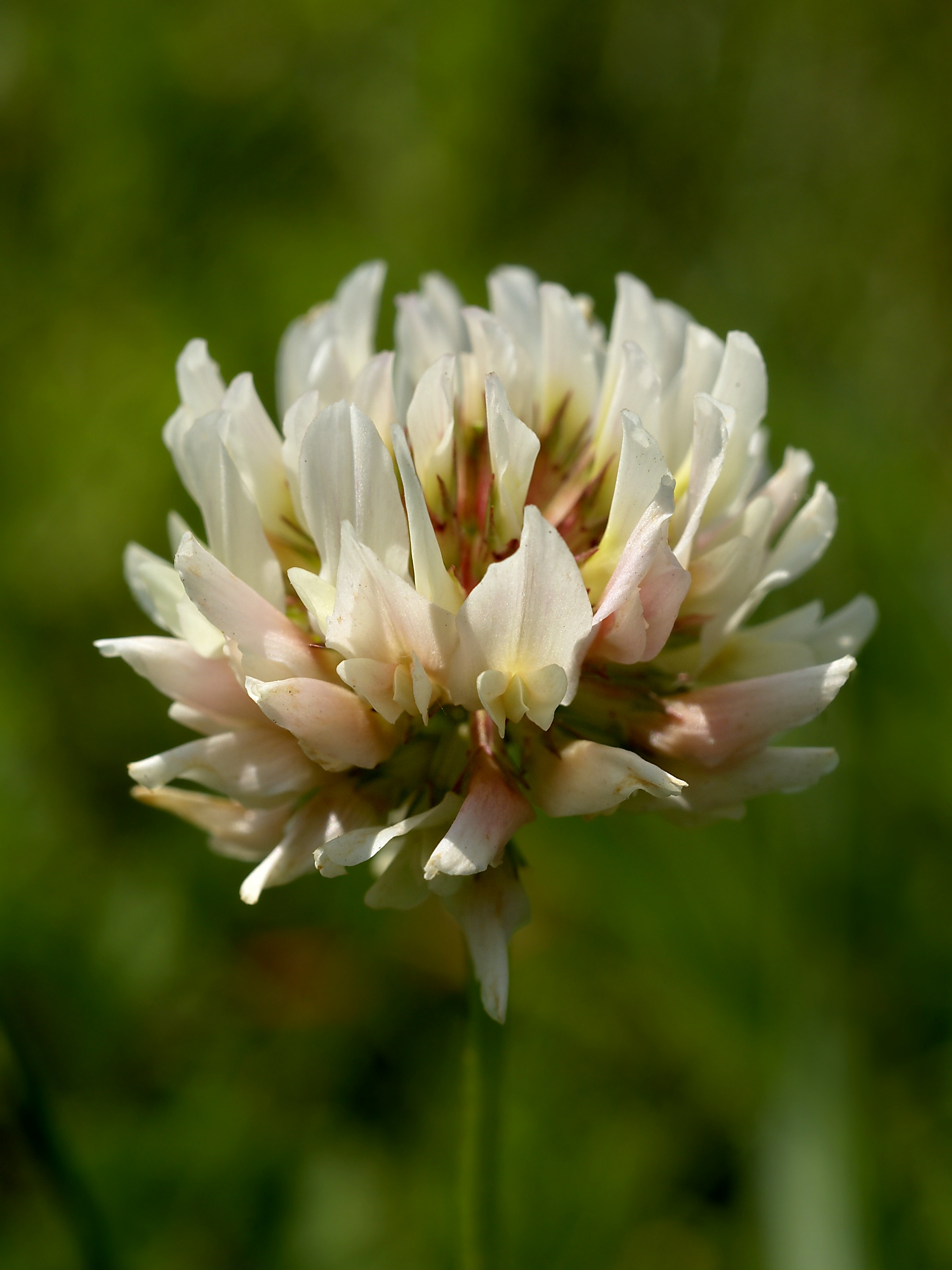
Inflorescência de Trifolium repens